# Справочная система
Справочная система предназначена для получения пользователем максимально точной (релевантной) информации по интересующей его/её (и ограниченной базой статей) теме. Обычно выбор статьи происходит по иерархии разделов справки. Справочные системы часто комбинируются с поисковыми, где выборка релевантных статей определяется по заданным ключевым словам или (при полнотекстовом поиске) частью предложения.
Одним из примеров справочной системы является справка программного продукта: для платформы MS Windows это HTMLHelp, для Unix-подобных операционных системах это man.
Другой тип справочных — это вопросно-ответные системы, дающие один краткий ответ на поставленный вопрос. Примером может служить электронный телефонный справочник.
Также существуют телефонные справочно-сервисные службы, сотрудники которых дают абонентам ответы на различные вопросы и оказывают различные услуги.